# Tomasz Stankiewicz
Tomasz Stankiewicz (Varsovia, 28 de diciembre de 1902-Palmiry, 21 de junio de 1940) fue un deportista polaco que compitió en ciclismo en la modalidad de pista. Participó en los Juegos Olímpicos de París 1924, obteniendo una medalla de plata en la prueba de persecución por equipos.

## Medallero internacional
| Juegos Olímpicos | Juegos Olímpicos | Juegos Olímpicos | Juegos Olímpicos        |
| Año              | Lugar            | Medalla          | Competición             |
| ---------------- | ---------------- | ---------------- | ----------------------- |
| 1924             | París (Francia)  | Medalla de plata | Persecución por equipos |